# Ранка Куић
Ранка Куић (Сарајево, 15. јун 1925 — Београд, 1. мај 2003) била је српска књижевница, филолог и академик.

## Биографија
Рођена је 15. јуна 1925. године у Сарајеву. После завршеног Филозофског факултета у Београду 1951. године где је студирала германистику, трећи степен студија завршила је 1954. у Бристолу (Енглеска). Докторат из књижевних наука стекла је 1954. године у Љубљани. Имала је и научна звања научног сарадника Института лингвистике у Лондону, била редовни члан Велшке академије у Великој Британији, била члан Удружења књижевника Србија, члан Удружења књижевних преводилаца Србије, члан Међународног ПЕН-а (Лондон), члан Југословенско-британског друштва за науку и културу Југославије, члан Управе Шекспировог друштва (Београд), члан Свесловенског савеза у Београду, добила је место у Интернационалном регистру научних, књижевних и културних 2000 профила света (са седиштем у САД), итд.
Добитник је награде Милош Н. Ђурић 1974. године, за своју антологију на енглеском под називом „Антологија енглеске романтичарске поезије”.
Умрла је 1. маја 2003. године, у Београду.